# Kaapse jasmijn
De Kaapse jasmijn (Gardenia jasminoides, synoniem: Gardenia augusta) is een plant uit de sterbladigenfamilie (Rubiaceae). 
Het is een dichte, bossige struik. In cultuur wordt de plant meestal niet hoger dan 2 m, maar in het wild kan de plant 12 m hoog worden. De bladeren zijn tegenoverstaand, glanzend donkergroen, soms met gele of witte vlekken, eirond tot langwerpig en 5-15 × 2-7 cm groot. Aan de voet van de bladstelen zit een klein, breed-driehoekig steunblaadje.
De bloemen zijn alleenstaand, 6-8 cm breed, wit en bij het uitbloeien geel met een donkerder centrum. Het vruchtbeginsel is onderstandig. De bloemen bestaan verder uit een 3 cm lange kroonbuis en smalle kelkslippen. De wilde vorm heeft vijf tot zeven kroonslippen. Cultuurvormen hebben meestal gevulde bloemen. De vruchten zijn elliptisch tot eivormig, 1,5-3 cm lang, oranje en vlezig. Aan het uiteinde blijven de vijf kelkslippen behouden.
De Kaapse jasmijn komt van nature voor in Zuidoost-China en Zuid-Japan. Het is een populaire sierplant, die ook in België en Nederland veel wordt aangeboden. De plant is vrij teer en de bloemknoppen vallen snel uit. Meestal wordt de cultivar Gardenia jasminoides 'Veitchii' met roosachtig gevulde bloemen aangeboden. Soms wordt ook een vorm met dubbele kroon aangeboden. De wilde soort met enkelvoudige bloemen wordt uiterst zelden aangeboden.
De sterk geurende bloemen worden wel aan jasmijnthee toegevoegd net als die van de Arabische jasmijn (Jasminum sambac).